# Preußnitz

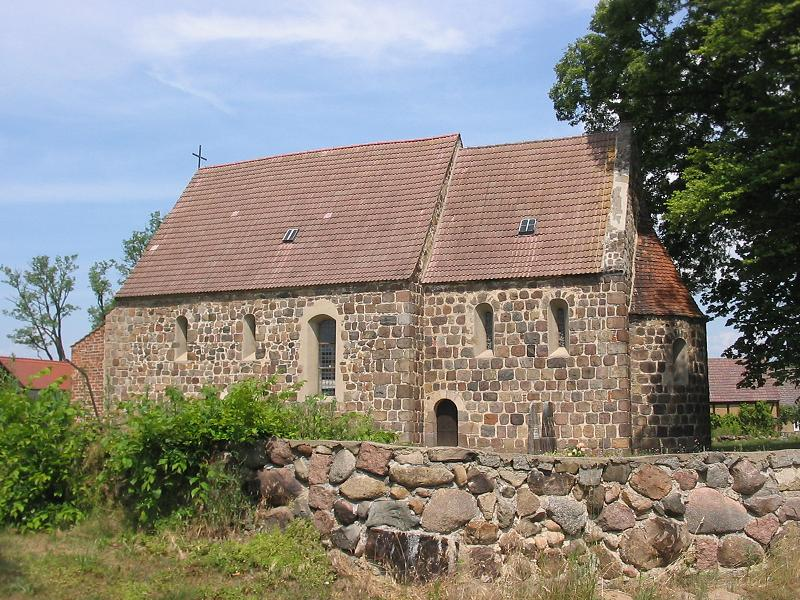
Dorfkirche Preußnitz

Preußnitz ist ein Dorf im Gemeindeteil Kuhlowitz der Kreisstadt Bad Belzig im Brandenburger Landkreis Potsdam-Mittelmark. Gemeinsam mit Kuhlowitz zählt Preußnitz auf einer Fläche von 13 Quadratkilometern rund 270 Einwohner (September 2005). Ab dem 1. Juli 1950 gehörte Preußnitz zur Gemeinde Kuhlowitz, diese wurde am 31. Dezember 2002 nach Bad Belzig eingemeindet.

## Geografie

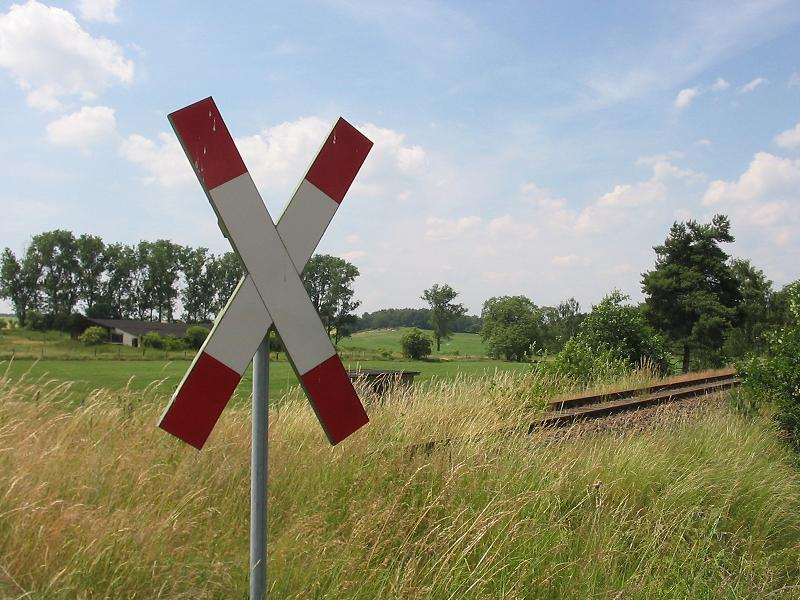
Stillgelegte Brandenburgische Städtebahn, im Hintergrund Ausläufer der Rummel „Steile Kieten“

### Lage und Verkehrsanbindung
Preußnitz liegt im Belziger Vorfläming rund fünfhundert Meter südlich von Kuhlowitz und drei Kilometer südöstlich von Bad Belzig. Am Dorf führt die Bundesstraße 102 vorbei, die zwischen Bad Belzig und Brandenburg an der Havel Bestandteil der Deutschen Alleenstraße ist. Unmittelbar am Nordende des Dorfes beginnt ein neuer Abschnitt der Bundesstraße, der Bad Belzig östlich umgeht und kurz vor Schwanebeck wieder an den alten Streckenverlauf Richtung Lütte anschließt.
Parallel zur Bundesstraße verläuft bei Preußnitz die seit 2003 stillgelegte eingleisige Trasse der Brandenburgischen Städtebahn, die allerdings nicht in Preußnitz hielt. Neben Belzig unterhielt die Städtebahn einen Bahnhof im südöstlichen Nachbardorf Dahnsdorf, das rund vier Kilometer entfernt liegt und wie die Nachbardörfer Mörz im Osten und Kranepuhl im Süden zur Gemeinde Planetal gehört. Am Ortszugang zur Bundesstraße bestimmt der Kirchplatz mit dem Friedhof und einer alten Linde das Bild des Dorfs.

## Geschichte

### Ort der Schleifsteine
Zwar ging Preußnitz wie der gesamte Belziger Raum nach jahrhundertelanger Zugehörigkeit zum sächsischen Kurkreis nach dem Wiener Kongress 1815 an Preußen über, dennoch hat der Name Preußnitz keinen Bezug zum Begriff Preußen. Den erstmals 1285 als Bruzniz urkundlich erwähnten Namen leitet Reinhard E. Fischer vom polabischen Brus-nic = Ort, wo es glatte, abgeschliffene Steine gibt (Brus = Wetzstein) ab. Diese Ortserwähnung im Jahr 1285 erfolgte indirekt, indem eine Belziger Urkunde einen Reyneco de Bruzniz aufführt. Die erste überlieferte direkte Ortsnennung mit villa Brutzenitz stammt aus dem Jahr 1361. Aus dem Jahr 1455 findet sich die Bezeichnung Brusnicz, aus 1540 Breutznitz und bereits 1550 ist der Ort als Preusnitz verzeichnet. Laut Fischer geht das anlautende p in der amtlichen Namensform auf sächsische Kanzleien zurück und wird mundartlich auch heute noch mit anlautendem b gesprochen.

### Hufen und Landwirtschaft

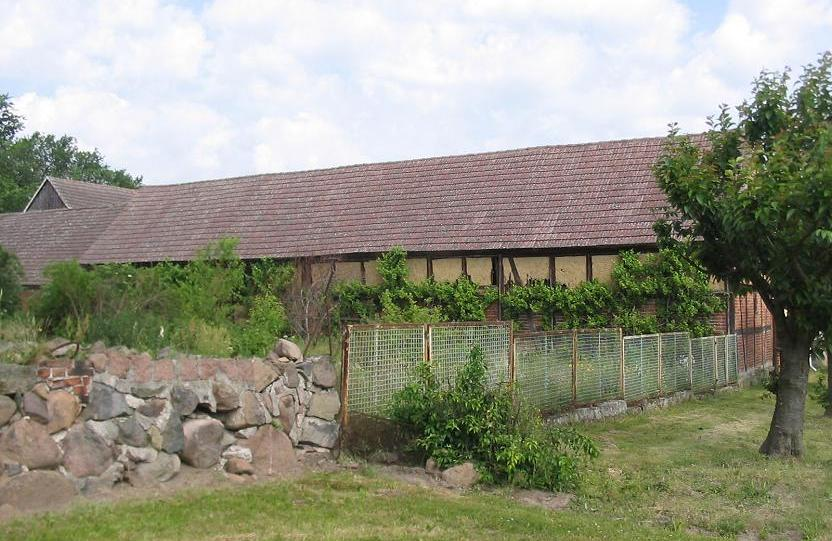
Bauernhaus

Die Bestandsaufnahmen der kirchlichen Visitationen im Zuge der Reformation verzeichnen für das Jahr 1565 18 und 1591 21 Dorfhufen, jeweils zuzüglich 15 ½ Hufen aus der wüst gewordenen Mehlsdorfer Feldmark und 4 Hufen aus dem wüsten Seedoche. In den Jahren 1550, 1591 und 1821 besaß der Pfarrer eine Hufe, während die Kirche im 16. Jahrhundert über zwei und 1822 über vier Morgen Wiese verfügte. Bis 1550/1552 lag die Gerichtsbarkeit bei der Vogtei Belzig und bis 1872 beim Amt Belzig-Rabenstein.
Bis in die heutige Zeit bestimmen Ackerbau und Viehhaltung die Dorfwirtschaft, nennenswerten Umfang hat auch die Forstwirtschaft. Während in den Belziger Dörfern am Rand der Belziger Landschaftswiesen und im Hohen Fläming der Tourismus die traditionelle landwirtschaftliche Ausrichtung zunehmend ergänzt, spielt der Fremdenverkehr in Preußnitz noch eine sehr geringe Rolle.

### Quellgebiet des Baitzer Bachs

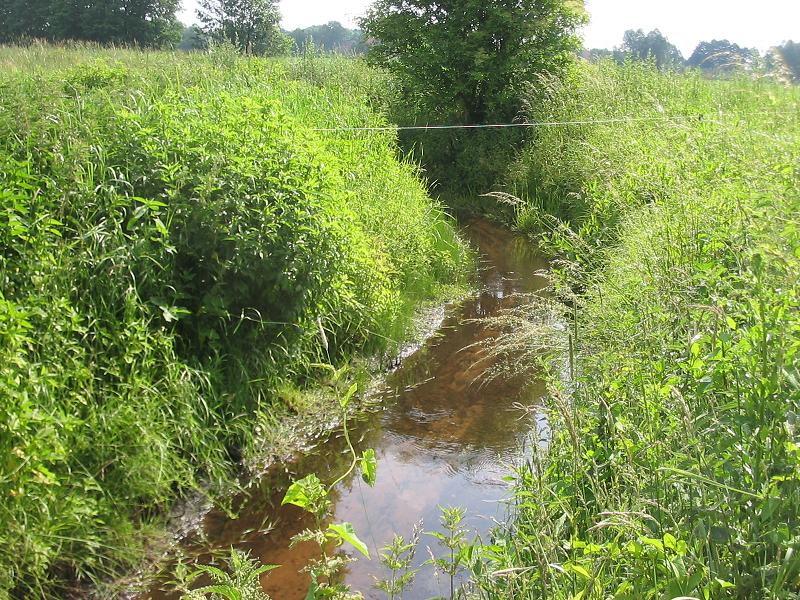
Einer der Quellbäche des Baitzer Bachs

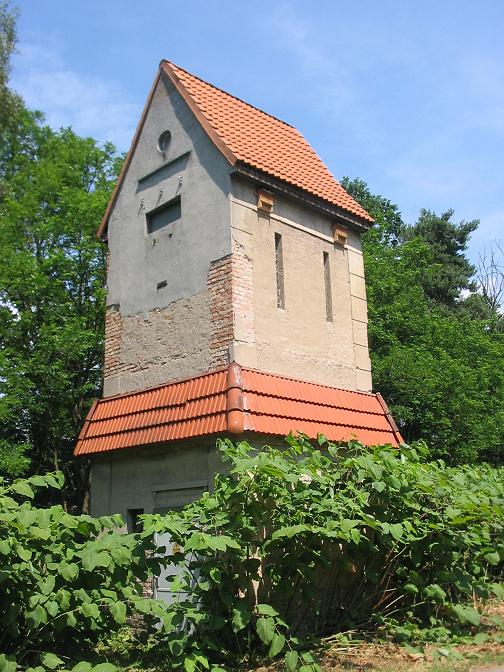
Ehemaliges Trafohaus, genutzt als Nisthilfe für Mauerbrüter, Fledermäuse, …

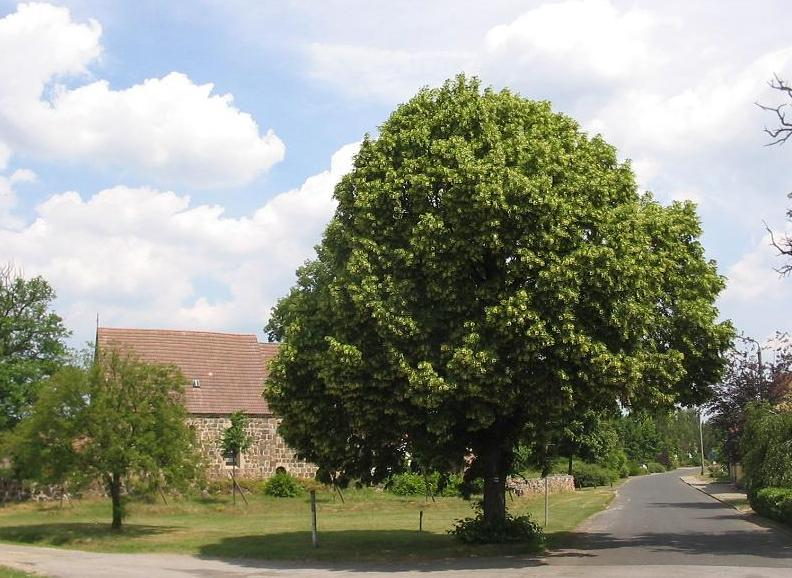
Kirchplatz mit Linde

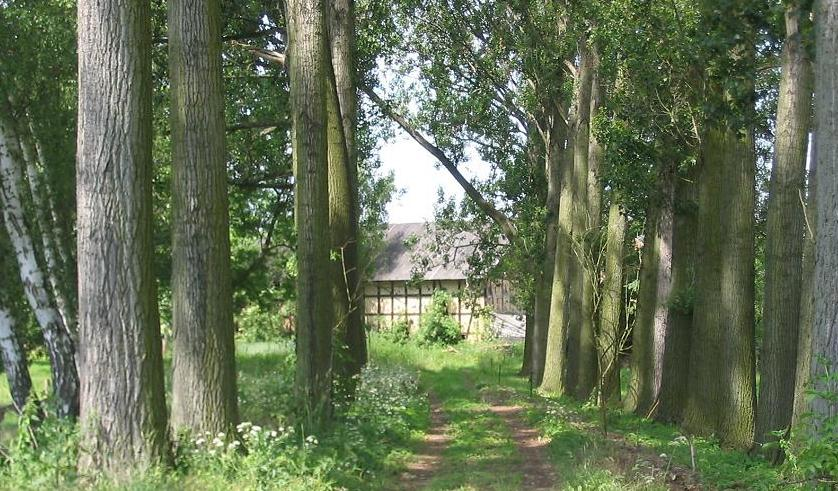
Bauernhaus in Preußnitz

Der Ort gehört zum Naturpark Hoher Fläming und befindet sich in einer flachwelligen Hügellandschaft mit Feldern und kleineren Waldabschnitten. Die Wiesen und Viehweiden Richtung Kuhlowitz sind zum Teil morastig sumpfig, denn auf der Preußnitzer Gemarkung liegt das Quellgebiet des Baitzer Baches, der noch im Mittelalter eine versumpfte Niederung darstellte. Ein kleiner vermoorter und unzugänglicher See am Westrand des Lappenberges zeugt noch heute von dieser Zeit. Die Quellarme des Baches entspringen nördlich und südöstlich des 86 Meter hohen Lappenberges und vereinigen sich bei Kuhlowitz zum abschnittsweise naturbelassenen Baitzer Bach, der über Lüsse und Baitz bei den Belziger Landschaftswiesen in das Baruther Urstromtal fließt und nach rund 16 Kilometern in den Belziger/Fredersdorfer Bach mündet, der sein Wasser wiederum über die Plane und Havel der Elbe zuführt.

### Rummel und Nisthilfe
Westlich der Bahnlinie Richtung Bad Belzig liegt eine sogenannte Rummel, eines der flämingtypischen periglazialen Trockentäler. Die Rummel Steile Kieten läuft kurz vor Preußnitz aus und ist auf einem gut ausgeschilderten Fußweg schnell zu erreichen. Der Weg führt durch einen Teil des eingekerbten Tals und dann weiter durch eine kornreiche Hügellandschaft zum Belziger Bahnhof und zur Burg Eisenhardt. Der brandenburgische Begriff Kiete (auch Kute, Küte) bedeutet Erdvertiefung, Grube.
An der Straße nach Kuhlowitz fällt in Preußnitz ein markantes Trafohaus mit einem roten mittleren Dachkranz und Satteldach in den Blick. Da die alten Transformatorenhäuschen aus der Zeit um 1900 nach und nach durch moderne Anlagen ersetzt werden, erhält der Naturparkverein Fläming e. V. in Zusammenarbeit mit der Naturparkverwaltung und den Energieunternehmen die historischen Backsteintürme als Nisthilfen für seltene und gefährdete Gebäudebrüter. Nischen- und Höhlenbrüter wie Schleiereule (Tyto alba) (1997 noch rund 300 bis 600 Exemplare in Brandenburg), Steinkauz (Athene noctua) oder Turmfalke (Falco tinnunculus) sowie verschiedene Fledermausarten nutzen die Türme neben Scheunen, Dachstühlen und Kirchtürmen gerne zur Aufzucht ihrer Jungen. Für die Fledermäuse brachten die Naturschützer unter dem Dach ergänzende und speziell angepasste hölzerne Nist- und Ruhekästen an, die beispielsweise das Große Mausohr (Myotis myotis) gerne als Wochenstube annimmt.

## Feldsteinkirche
Das landwirtschaftlich geprägte Dorf verfügt über eine turmlose mittelalterliche Feldsteinkirche mit eingezogenem Chor und Apsis aus der ersten Hälfte des 13. Jahrhunderts, die insbesondere im Chorbereich eine bemerkenswert makellose Quaderung der Feldsteine aufweist. Wegen mangelnder finanzieller Mittel konnte die Gemeinde den baufälligen Kirchturm nicht erneuern und ersetzte ihn nach seiner Abtragung (1962) durch einen freistehenden, überdachten Glockenständer neben der Kirche.